# Platyarthrus hoffmannseggii
Platyarthrus hoffmannseggii of mierenpissebed is een pissebed uit de familie Platyarthridae. De wetenschappelijke naam van de soort is voor het eerst geldig gepubliceerd in 1833 door Brandt. De Nederlandse naam is mierenpissebed.